# لويس كينتانا
لويس كينتانا (بالإنجليزية: Luis Quintana)‏ هو لاعب كرة قاعدة أمريكي، ولد في 25 ديسمبر 1951 في Vega Baja, Puerto Rico ‏ في الولايات المتحدة، وتوفي في 27 يوليو 2009 في ويست بالم بيتش في الولايات المتحدة.

## وصلات خارجية
- لويس كينتانا على موقعبيزبول رفرنس.كوم (الدوري الرئيسي) (الإنجليزية)
- لويس كينتانا على موقعبيزبول رفرنس.كوم (الدوري الثانوي) (الإنجليزية)